# You’ve Got a Friend

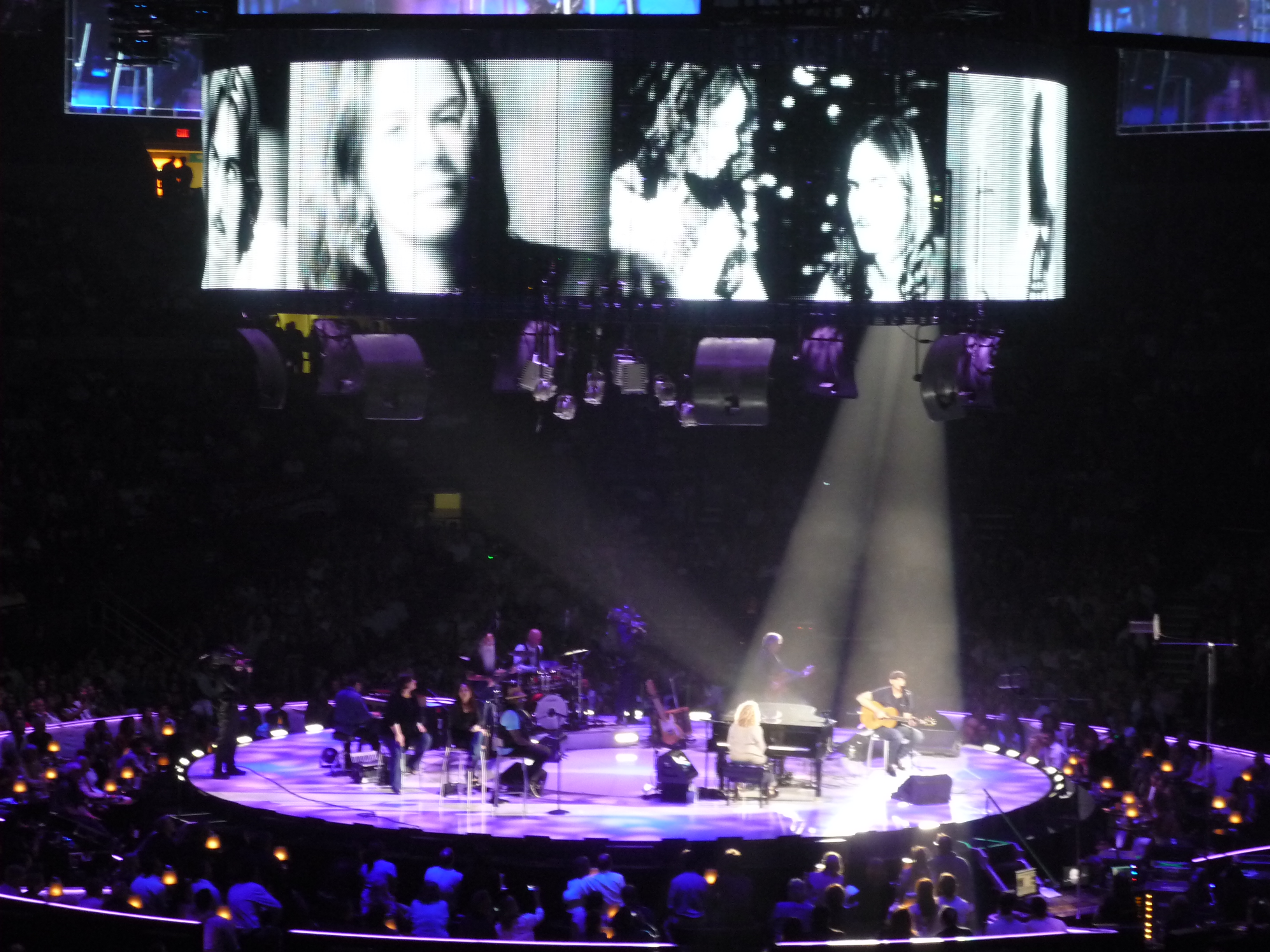
Gemeinsame Darbietung von You’ve Got a Friend mit Carole King und James Taylor auf ihrer Troubadour Reunion Tour 2010 im Madison Square Garden in New York

You’ve Got a Friend ist ein Lied von Carole King, das 1971 erstmals auf ihrem Album Tapestry veröffentlicht wurde. Es beschreibt eine fürsorgliche Ode an die Freundschaft. International bekannt wurde der Song im selben Jahr durch die Version von James Taylor.

## Hintergrund
James Taylors Version wurde ebenfalls 1971 auf dessen Album Mud Slide Slim and the Blue Horizon veröffentlicht. Sie erreichte Platz eins der Billboard Hot 100 und Platz vier der britischen Singlecharts. Background-Sängerin war Taylors damalige Lebensgefährtin Joni Mitchell.
Der Song wurde mit zwei Grammy Awards ausgezeichnet. Den einen erhielt King in der Kategorie „Song des Jahres“ und den anderen Taylor in der Kategorie „Beste männliche Gesangsdarbietung des Jahres – Pop“.

## Coverversionen

### Dusty-Springfield-Version
Noch vor Taylor coverte Dusty Springfield den Song für ihr drittes Album bei Atlantic Records, jedoch wurden weder Album noch Single veröffentlicht, da es zum Streit zwischen Springfield und der Plattenfirma kam. Schließlich wurde 1999, kurz nach dem Tod von Springfield, die Single auf einem Deluxe-Set von Springfields 1968 erschienenen Album Dusty in Memphis als Bonustrack vom Label Rhino Records veröffentlicht.

### VH1-Divas-Version
Am 14. April 1998 sangen Céline Dion, Shania Twain, Gloria Estefan und Carole King das Stück beim VH1 Divas Live-Konzert im Beacon Theater in New York City. Am 6. Oktober wurde die Version auf CD und DVD veröffentlicht, wo auch Mariah Carey und Aretha Franklin zu hören waren. Aretha Franklin coverte den Song ein weiteres Mal, allerdings allein.

### Live-Versionen
Es gibt auch zahlreiche Live-Versionen des Liedes, die veröffentlicht wurden, wie beispielsweise 1972 von Donny Hathaway auf seinem Live-Album These Songs for You, Live!. Barry Manilow sang den Song zusammen mit Melissa Manchester auf seinem Album Duets. Die japanische Sängerin und Songschreiberin Onitsuka Chihiro interpretierte You’ve Got a Friend auf ihrer Tour 2008 und veröffentlichte ihre Live-Version auf der DVD Nine Dirts and Snow White Flickers.

### Weitere Coverversionen
- Countrysängerin Lynn Anderson auf ihrem Album How Can I Unlive You
- LaVern Baker auf ihrem Album Woke Up This Mornin’
- Jazz-Klarinettist Acker Bilk auf seinem Album All the Hits Plus More
- Petula Clark auf ihrem Album Live in London
- Reggae-Musiker Jimmy Cliff auf seinem Album Humanitarian
- Countrysänger Billy Ray Cyrus auf seinem Album Home at Last
- Jazzsängerin Ella Fitzgerald auf ihrem Album Ella in London
- Roberta Flack auf ihren Alben Heavy Soul und Roberta Flack & Donny Hathaway
- Al Green auf seinem Album Soul Survivor
- Ofra Haza auf ihrem Album Ofra Haza 1997
- The Housemartins auf ihrem Album Now That’s What I Call Quite Good
- Michael Jackson auf seinem Album Got to Be There
- Tom Jones auf seinem Album …Sings the Ballads
- McFly auf deren Album Wonderland
- Mantovani auf seinem Album Magical Moods of Mantovani
- Johnny Mathis auf seinem Album You’ve Got a Friend
- Mina sang das Lied in italienischer Sprache auf ihrem Album Cinquemilaquarantatre
- Lucio Dalla nahm eine Instrumentalversion für sein Album Lucio Dalla (Q Disc) auf
- Anne Murray für ihr Album Talk It Over in the Morning
- Vincent Price sang das Stück in einer Folge der Muppet Show
- Cliff Richard auf seinem Album Wanted
- Stanisław Sojka auf seinem Live-Album Do Not Cry
- Barbra Streisand auf ihrem Album Barbra Joan Streisand
- Andy Williams auf seinem Album The Andy Williams Show/You’ve Got a Friend
- Bebi Dol auf ihrem Album Bebi Dol
- Barry Manilow and Melissa Manchester auf ihrem Album The Greatest Songs of the Seventies
- The Singers Unlimited, A-cappella-Version auf dem Album Feelings
- Brand New Heavies auf deren Album Shelter
- Stacey Kent auf ihrem Album The Boy Next Door
- Chameleons Vocal Ensemble auf dem Album Church Tour 09
- Andrea Corr als Bonustrack für das Album Lifelines
- Jamaica Boys mit  Marcus Miller
- Prince veröffentlichte zwar keine Coverversion, bezeichnete aber You’ve Got a Friend als einen von 55 Songs, die ihn musikalisch inspiriert haben.